# Abdank (herb szlachecki)
Abdank – polski herb szlachecki, noszący zawołania Abdaniec, Abdank, Awdaniec, Habdank, Hebdank. Wzmiankowany w najstarszym zachowanym do dziś polskim herbarzu, Insignia seu clenodia Regis et Regni Poloniae, spisanym przez historyka Jana Długosza w latach 1464–1480. Abdank jest jednym z 47 herbów adoptowanych przez bojarów litewskich na mocy unii horodelskiej z 1413 roku.
Herb występował głównie wśród rodzin osiadłych w ziemi kaliskiej, sandomierskiej i sieradzkiej. Spośród najbardziej znanych rodów pieczętujących się herbem Abdank, należy wymienić Gasztołdów i Skarbków.
Abdanka używała też Krystyna Skarbek.

## Opis herbu

### Opis historyczny

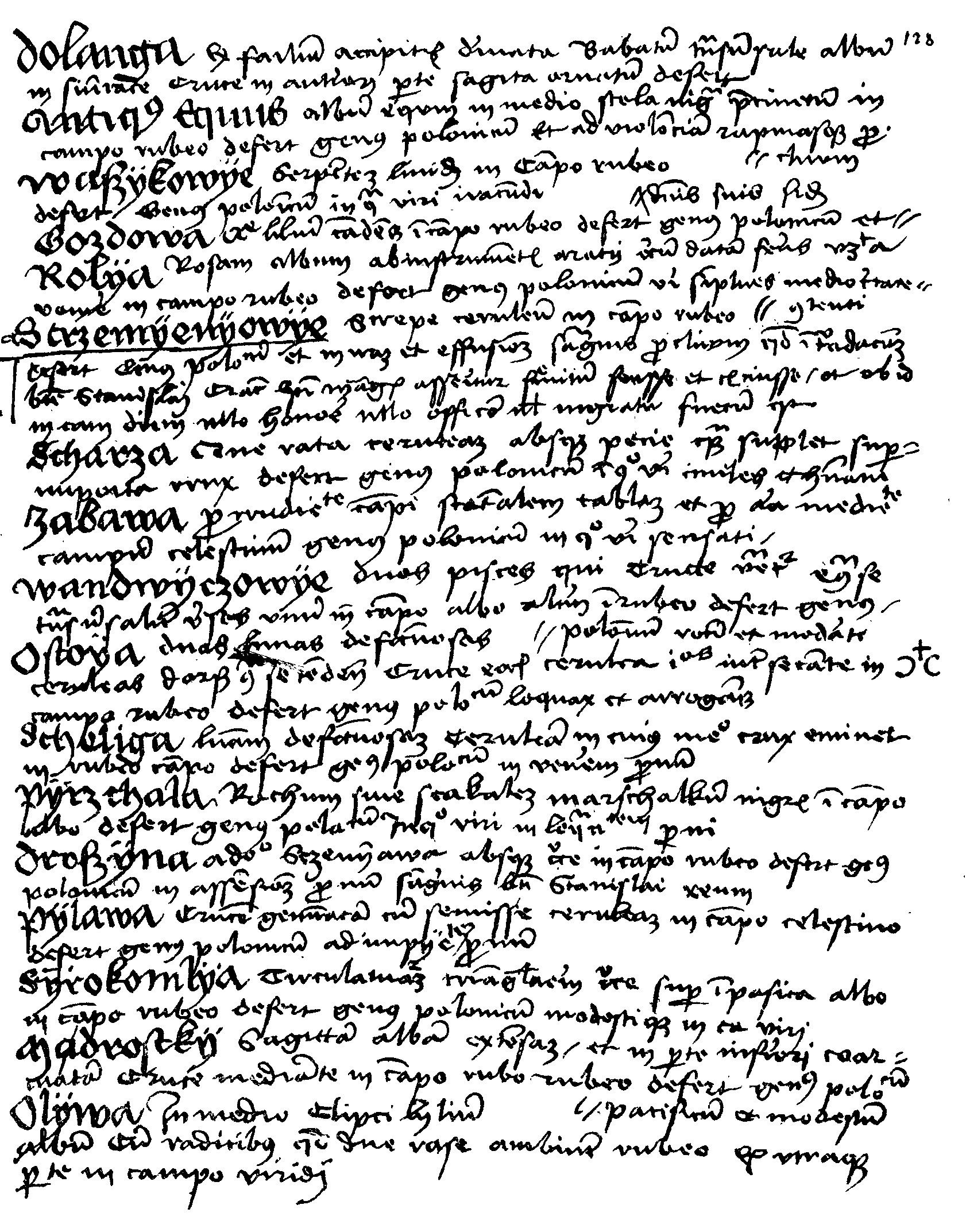
Jedna ze stron manuskryptów Jana Długosza, zawierająca opisy polskich herbów

Jan Długosz (1415–1480) blazonuje herb i opisuje herbownych następująco:

Habdank tracturam albam, tria cornua habentem in modum Stelle, in campo rubeo defert. Genus Polonicum, cuius primus parens Skubek ob fortitudinem et robur corporis, dum sutor esset et Almanum amentasset in terram, tali insigni donatus est. Et viri in ea ad aliena ambienda proni.

Po przetłumaczeniu:

Abdank biały, gdzie trzy rogi jak gwiazda, w polu czerwonym nosi. Ród polski, którego założyciel, Skubek, ze względu na siłę i twardość ciała, będąc szewcem rzucił na ziemię Niemca i otrzymał taki herb. Ludzie w tej rodzinie są skłonni do zabiegania o cudze.

Kasper Niesiecki, podając się na dzieła historyczne min. Szymona Okolskiego, Wacława Potockiego i Marcina Bielskiego, opisuje herb:

(...) litera W. Polakom i wszystkim Słowakom zwyczajna, w polu czerwonem, nad hełmem korona, w koronie takaż; druga litera.

### Opis współczesny
Opis skonstruowany współcześnie brzmi następująco:
Na tarczy w polu czerwonym łękawica srebrna.
W klejnocie samo godło.
Labry herbowe czerwone, podbite srebrem.

## Geneza

### Najwcześniejsze wzmianki
Herb w Polsce znany z pieczęci datowanych od roku 1212 (Lupus, kasztelan kruszwicki), 1228 (Pakosław, wojewoda sandomierski i komes), 1243 (Michał, kasztelan krakowski), 1343 roku (Dobiesław, sędzia ziemi kaliskiej). Pieczęcie z lat 1212, 1228 i 1243 przedstawiają na tarczy literę M, według Sękowskiego litera ta z biegiem czasu została odwrócona i przypominała literę W. W 1359 w lasach Płoniny na Wołoszczyźnie, w klęsce poniesionej przeciwko armii mołdawskiej, chorągiew Abdanków miała wpaść w ręce nieprzyjacielskie. Pierwsza wzmianka w źródłach pisanych z 1402 roku.
Abdank jest jednym z 47 herbów adoptowanych przez bojarów litewskich na mocy unii horodelskiej z 1413 roku. Przedstawiciele rodu rycerskiego Awdańców, Piotr z Widawy i Jakub z Rogoźna, adoptowali wówczas bojara, Jana Gasztołda.
Herb został przedstawiony wśród innych polskich herbów w Herbarzu Złotego Runa z lat 1433–1435.
Najwcześniejsze lokalne źródło heraldyczne wymieniające ten herb to wspomniane już wcześniej Insignia seu clenodia Regis et Regni Poloniae, datowane na lata 1464–1480. Autorem tego dzieła jest polski historyk, Jan Długosz.
Ważnym dziełem jest też Codex Bergshammar (szw.: Bergshammar Vapenboken), który powstał między 1436 a 1437 rokiem i przechowywany jest w archiwum państwowym w Sztokholmie. Herb jest przedstawiony, jako srebrna łękawica w czerwonym polu. Znajduje się pośród innych polskich herbów na stronie 137 (lewy arkusz, jako drugi z lewej w najniższym rzędzie).
Polski historyk Bartosz Paprocki wspomina o Abdanku w 1584 roku, w swoim dziele Herby Rycerstwa Polskiego. Herbarz Paprockiego zebrał w 1858 roku, Kazimierz Józef Turowski, a następnie wydał w Krakowie. Sam Paprocki powołując się na dzieło Długosza, wypowiada się na temat Abdanka w sposób następujący:

Początek herbu tego opisuje Długosz, wieku nie podając, tylko przodka pomienił Skubów, siły wielkiej męża; o tym tak niektórzy powiadają, żeby umiał jeszcze z Kraka monarchy, który Kraków zakładał, skórę bydlęcą, trucizny w nie albo smoły i siarki nakładłszy, tak przyprawić, jako własny żywy wół, i dlategoż go podmienia, że był szwiec. O którego potomstwie więcej nie pisze, tylko, że bywali sprzętni a mężowie wielcy...

### Etymologia
Sprawa pochodzenia rodu i jego nazwy od dawna budziła zainteresowanie, ale do dziś nie została ostatecznie rozstrzygnięta. Najwcześniejszą i najbardziej popularną próbę szukania etymologii nazwy zawiera legenda opowiedziana przez Jana Długosza (patrz sekcja: Legendy herbowe), jakoby nazwa rodu i herbu wzięła się od niemieckiego zwrotu habe dank (pol. dziękuję).
Władysław Semkowicz poszukiwał objaśnienia nazwy Awdaniec i Awdank w skandynawskim imieniu Auda, Audun, istniała także hipoteza nawiązująca do imienia Audencjusz.
Według teorii Władysława Kopalińskiego, nazwa w XI-XII wieku przybrała formy Abdank, Audaniec, Abdaniec i pochodziła od łacińskiego audentius (pol. śmiały) albo od pochodzącej ze skandynawii nazwy Audun od audr, auda (pol. skarb); w rodach tych występowały osoby o imionach Skarbek i Skarbimir. Do dziś istnieje starodawny polski ród, Skarbków herbu Abdank.
Ostatnią koncepcję przedstawił Mikołaj Rudnicki, podając w wątpliwość skandynawskie pochodzenie rodu Awdańców, proponował wywieść ich nazwę od chrześcijańskiego imienia Audoenus, prawdopodobnie wywodzącej się od św. Audöenusa z Rouen, jednego z patronów szczególnie czczonych w opactwie benedyktynów, sprowadzonych w XII w. z Francji do Polski. Rudnicki przypisuje członkom rodu Awdańców rolę osadzenia benedyktynów w Lubiniu.O silnych związkach tego opactwa z Awdańcami, świadczą źródła historyczne, informujące o licznych nadaniach ze strony przedstawicieli rodu na rzecz konwentu.

### Legendy herbowe
Legenda herbowa przytoczona przez Jana Długosza mówi, że nazwa Abdank pochodzi od podziękowania, jakie skierował cesarz Henryk V Salicki do polskiego posła Skarbimira (Skarbka) w czasach Bolesława Krzywoustego. Niemiecki władca, chcąc zaimponować polskiemu posłowi bogactwem, pokazał mu wielkie skrzynie pełne złota. Skarbek zdjął wówczas z palca pierścień i ze słowami „Idź złoto do złota. My Polacy bardziej się w żelazie kochamy i żelazem bronić będziemy.” wrzucił go do cesarskiego skarbca. Zaskoczonemu cesarzowi nie pozostało nic innego jak powiedzieć „Habdank – dziękuję”. Słowa te stały się nowym zawołaniem rodu, przez co zmieniono pierwotną nazwę herbu ze Skarbek na Abdank.
Na podstawie dzieł Wacława Potockiego oraz Marcina Bielskiego, Kasper Niesiecki przedstawia też drugą legendę:

W górze Wawel, na której teraz zamek Krakowski, z tej strony, którą nad Wisłą stoi, smok się pokazał; którego jedni Holophagiem, drudzy Boą nazywają. Jadowita była bestya: bo nietylko, że powietrze tchem swym truła, ale też z legowiska swego, na pobliższe wypadając czy ulice, czy przedmieścia; znaczną klęską ludzi i bydła, napchać się do sytości ledwo kiedy mogła. Skuba nazwiskiem, prostego gminu człowiek, ciężką sąsiadów swoich stratą wzruszony, przeciwko pospolitemu nieprzyjacielowi, taki fortel wymyślił. Cielęcia świeżo odartego skórę, smołą, siarką, i żagwią za paloną, tak kształtnie wytkał, że zdrady nie poznała bestya, aż razem ze zgubą swoją; i w progu jaskini podrzucił. Zgłodniała rano wychodzi, zwykłym śladem na obłów, i co najpierwej napadła, to chciwie całkiem połknęła. Tym czasem zapalona od ukrytego ognia tłusta materya, tak wielkim pożarem we wnętrznościach rozgorzała, że lubo dosyć szczodrze Wisłę pijąc, wody, chłysnęła, przecież od niego w pół rozsadzona, zdechła. Świadkiem tego jest, i po dziś dzień jeszcze w Krakowie, w wydrążonej skale, jaskinia głęboka; którą smoczą jamą zowią. Krakus tedy, w nadgrodę fortunnego przemysłu, Skubie, literę W. pierwszą, od słowa Wąż, czyli też od Wawelu góry, za herb nadał.

## Herbowni

### Lista Tadeusza Gajla
Lista herbownych w artykule sporządzona została na podstawie wiarygodnych źródeł, zwłaszcza klasycznych i współczesnych herbarzy. Należy jednak zwrócić uwagę na częste zjawisko przypisywania rodom szlacheckim niewłaściwych herbów, szczególnie nasilone w czasie legitymacji szlachectwa przed zaborczymi heroldiami, co zostało następnie utrwalone w wydawanych kolejno herbarzach. Identyczność nazwiska nie musi oznaczać przynależności do danego rodu herbowego. Przynależność taką mogą bezspornie ustalić wyłącznie badania genealogiczne.
Pełna lista herbownych nie jest dziś możliwa do odtworzenia, także ze względu na zniszczenie i zaginięcie wielu akt i dokumentów w czasie II wojny światowej (m.in. w czasie powstania warszawskiego w 1944 spłonęło ponad 90% zasobu Archiwum Głównego w Warszawie, gdzie przechowywana była większość dokumentów staropolskich). Lista nazwisk znajdująca się w artykule pochodzi z Herbarza polskiego, Tadeusza Gajla (687 nazwisk). Występowanie na liście nazwiska nie musi oznaczać, że konkretna rodzina pieczętowała się herbem Abdank. Często te same nazwiska są własnością wielu rodzin reprezentujących wszystkie stany dawnej Rzeczypospolitej, tj. chłopów, mieszczan, szlachtę. Jest to jednakże dotychczas najpełniejsza lista herbownych, uzupełniana ciągle przez autora przy kolejnych wydaniach Herbarza. Tadeusz Gajl wymienia następujące nazwiska uprawnionych do używania herbu Abdank:
|  | Abakanowicz, Abaszyński, Abczyński, Abłamowicz, Abokołtowski, Abramowicz, Abramowski, Abzołtowski, Abżałtowski, Adaszyński, Akajewicz, Alchimowicz, Alechnowicz, Ankiewicz, Ankowicz, Ankwicz, Bałandowicz, Bankowski, Bańkowski, Bardziński, Bartoszewicz, Bączacki, Bądzyński, Bejnarowicz, Belgard, Beńkiewicz, Berikiewicz, Bernacki, Berykiewicz, Bestrzejowski, Beszewski, Beszowski, Beynarowicz, Bęszewski, Białobrzeski, Białopiotrowicz, Białoskórski, Bielecki, Bieleński, Bielikowicz, Bieliński, Biernacki, Bileński, Biszewski, Biszowski, Bleszczewski, Bliński, Błaszkowski, Błażejewski, Błażejowski, Błożejewski, Bogowicz, Bogucki, Boguniewski, Bogusławski, Bohowicz, Bojnarowicz, Boliński, Bondziński, Borek, Borowski, Borowy, Borzykowski, Borzymiński, Borzymski, Bowiczyński, Bram, Brym, Brzezieński, Brzeziński, Brzozy, Bubel, Buczacki, Budaszewski, Budziszewski, Budziszowski, Bugowicz, Bujnowski, Bułhak, Bułhakowski, Burdynkiewicz, Burdzinkiewicz, Buss, Buszkowski, Butkiewicz, Bystrzejowski, Byszewski, Byszowski, Cekliński, Celiński, Chalecki, Chamiec, Chodasewicz, Chodasiewicz, Choiński, Chojeński, Cholecki, Choryński, Chorzewski, Chorzowski, Chotyński, Chromecki, Ciekliński, Cielatycki, Cieleński, Cieliński, Cieśliński, Ciundziewicki, Ciundziewicz, Cudzynowski, Czacharowski, Czachorowski, Czachorski, Czachórski, Czarkowski, Czarnowski, Czeladka, Czeladko, Czelaj, Czelatycki, Czelej, Czerkawski, Czernik, Czeszaw, Częstocki, Częstowski, Czyczyn, Czyrski, Czyżewski, Dąbrowski, Deliński, Dembiński, Dębiński, Dłoto, Doboszyński, Dobrycki, Dobrzycki, Dokurn, Dolanowski, Doliniański, Doliniawski, Doliński, Domaradzki, Dousin, Dowejpo, Dowgiałło, Dowgiało, Dowgwił, Dowgwiłło, Dowgwiłowicz, Dowiat, Dowiatt, Dowsin, Drogosław, Dubiaha, Dubiaka, Dunikowski, Dupiński, Duszor, Duszota, Dworakowski, Dyrmont, Dżafarewicz. Ejdrygiewicz, Ejgird, Ejgirt, Eydrygowicz, Eydygrowicz. Faskiewicz, Faśkiewicz. Gabriałowicz, Gabryałowicz, Gabryłowicz, Gambzarzowski, Gasztold, Gasztołt, Gasztowt, Gembarzewski, Gembarzowski, Gębarzewski, Ginc, Girdwojń, Girdwoyń, Goglewicz, Golejewski, Gombrowicz, Gorski, Goszczyc, Gotlib, Goylewicz, Górski, Grocholski, Gromacki, Gromadzki, Gromejko, Gronkiewicz, Guncz, Gurski, Habdaniec, Habdański, Hadkowski, Hajewski, Hankiewicz, Haraburda, Harasimowicz, Harynek, Hawryłkiewicz, Hejewski, Herasimowicz, Hinek, Hinkowicz, Hołowski, Horowy, Hromyka, Hrydrygiewicz, Hryniewicz, Huniatycki, Ilcewicz, Ilkowski, Irecki, Irycki, Iwanowicz, Iwaszkiewicz, Jakuszewski, Jambut, Jankiewicz, Jankwicz, Janowski, Januszkowski, Jaszczołd, Jaszczołt, Jaszczułt, Jaszgiałło, Jazłowiecki, Jedleński, Jedliński, Jerecki, Józefowicz, Jugoszewski, Jugoszowski, Juniewicz, Junowicz, Jurkowski, Kaczycki, Kagnimir, Kaimir, Kajmir, Kamieński, Kanimir, Kapliński, Karnicki, Karsiecki, Karski, Kaymir, Kazimir, Kazimirowicz, Kelcius, Kibort, Kielcz, Kielczewski, Kiełcz, Kiełczewski, Kiełczowski, Kierczewski, Kijeński, Klepacki, Klonowski, Kobyliński, Kocielski, Kodyński, Kojdański, Kołaczkowski, Kołączkowski, Kołpucewicz, Komorowski, Konarski, Koniński, Kopciewicz, Koplewski, Koporski, Kopulcewicz, Korewa, Korwel, Korweler, Korzecznicki, Korzeński, Korzybski, Kossowski, Koszowski, Kościałkowski, Kotarbski, Koteżdoma, Kowalczewski, Kowalski, Kozicki, Kozietulski, Kozubski, Kożubski, Krakowiński, Krassowski, Krobanowski, Kroczowski, Krośniewski, Kruszewski, Krzapiński, Krzykański, Krzywiński, Krzyżankowski, Krzyżanowski, Książnicki, Kunicki, Kuniński, Kunowski, Kupel, Kupiel, Kurjątkowski, Kurnicki, Kurządkowski, Kurzątkowski, Kurzjątkowski, Landsberg, Lasota, Lassota, Laszek, Laugmin, Lekarski, Lesczyński, Leszczyński, Lewikowski, Lewkowicz, Libnar, Lidzbański, Lidzbiński, Lipski, Litwinowski, Lubański, Lubiański, Lubiatowski, Lubrycki, Łagiewnicki, Łasicki, Łasiecki, Łasieński, Łasiński, Łaszkiewicz, Łaszyński, Ławecki, Łażecki, Łeżecki, Łodwikowski, Łubnicki, Łuczek, Łużewski, Magnowski, Magnuski, Malanowski, Malarzowski, Malczewski, Malczowski, Malechowski, Malinowski, Małyszko, Marchilewicz, Maskowski, Maszczewicz, Maszkowski, Melbachowski, Melbechowski, Miałkowski, Mianowski, Michocki, Mieczkowski, Mieczychowski, Mieczykowski, Mielnicki, Mijanowski, Mikołajewski, Mikowski, Milewski, Milkiewicz, Milkowski, Miłkowski, Mingielewicz, Mleczkowski, Młynkowski, Mniszkowski, Moczulski, Modestowicz, Mojgis, Mołczenko, Mongin, Mrawiński, Mrowiński, Mużyło, Napruszewski, Narbut, Narbutt, Niedźwiecki, Niedźwiedzki, Niemczyński, Nieprowski, Nos, Obornicki, Oborski, Odechowski, Ofan, Offan, Olechnowicz, Oporowski, Orlikowski, Osiecki, Ossowski, Ostaszewski, Ostrzewski-Skarbek, Ostrzyński, Oszczepalski, Pakosławski, Pakosz, Pakoszek, Paliszewski, Paskowski, Paszkiewicz, Paszkowski, Perlejewski, Pękosławski, Piastowski, Piczkowski, Pietraszkiewicz, Piętka, Piotraszewski, Piotrowski, Piotruchowski, Piwka, Piwko, Pniewski, Pniowski, Pokosławski, Polak, Pomorski, Porczyński, Probol, Probolewski, Probołowski, Pruśliński, Przeborowski, Przemieniecki, Przezwicki, Przezwycki, Przyborowski, Przybylski, Psarski, Puczniewski, Puczniowski, Pudliszkowski, Puklewicz, Pukoszek, Putel, Putell, Putwiński, Pywko, Raczek, Radlicki, Radomyski, Radoński, Raduński, Radzanowski, Radziątkowski, Ragowski, Rajewski, Rajkowski, Rajmir, Raser, Rasiewicz, Ratoski, Ratowski, Ratowt, Raykowski, Raymer, Raymir, Razicki, Razmus, Razmuss, Rażek, Rąblewski, Reanadski, Regowski, Rekowski, Renadzki, Rentfiński, Rewieński, Rewkuć, Rętfiński, Rogowski, Rogoziński, Rogoźniski, Roguski, Rohoziński, Rojewski, Rojowski, Rokuć, Rosieński, Rowbecki, Rowbicki, Rowecki, Rozbarski, Rozborski, Rudzki, Rukomyski, Rusiecki, Rybski, Rzeczycki, Saduński, Salawa, Sampławski, Sampłowski, Sawdarg, Sczyjeński, Sednik, Sędzicz, Skarbek, SKARBEK SŁĄNKA, Skoraszewski, Skoraszowski, Skorko, Skoroczewski, Skoroszewski, Skóra, Skórecki, Skóroszewski, Skuba, Slanka, Sławicki, Słąka, Słąnczyński, Słąnka, Słomczyński, Słomka, Słomowski, Słomski, Słumek, Słumka, Słupski, Słysz, Słyszewski, Sokół, Sokulski, Stański, Starnawski, Starosiedliski, Starosiedlski, Starosielski, Starski, Stefanowski, Stopiczyński, Stpiczyński, Stromejko, Suchodolec, Suchodolski, Sudolski, Sudowicz, Swoszewski, Swoszowski, Szczycieński, Szczyciński, Szczygielski, Szczygłowicz, Szczyjeński, Szelew, Szepicha, Szepig, Szlagier, Szpaczyński, Szpakowicz, Szumkowski, Ślanka, Ślaski, Śliz, Śliza, Ślizowski, Śliź, Śliż, Śmiatkowski, Śmiątkowski, Śniatkowski, Świniarski, Świrnowski, Tafiłowski, Telatycki, Telszewski, Terpiłowski, Tholiborski, Toczycki, Toczyłowski, Toczyński, Toczyski, Tolbowski, Tolibowski, Tolszewski, Torczyński, Tracewski, Traczewski, Trafiłowski, Trojan, Trzebiński, Twerjanowicz, Tworowski, Tworziański, Tworzyański, Tygirt, Ustarbowski, Wagiad, Walowski, Wałowski, Warakomski, Warakowski, Warnecki, Warszycki, Warzycki, Warzyński, Wat, Watraszewski, Ważeński, Ważyński, Wąborkowski, Wąwelski, Werpowski, Węgierski, Widawski, Wielebicki, Wielebycki, Wieliczki, Wieliczko, Wielobicki, Wielobycki, Wierciechowski, Wierciński, Wierzba, Wisławski, Wisłobocki, Wiszowaty, Witowski, Włostowski, Wodziczeński, Wodzinowski, Wojczyński, Wojdak, Wojenkowski, Wojewodski, Wojewódzki, Wojnicz, Wojniewicz, Wołczecki, Wołczek, Wołyniecki, Wołyński, Wosczyński, Woszczyński, Woydag, Wsołowski, Wyhowski, Wyłyniecki, Wysławski, Wyszławski, Wyszowaty, Zagołłowicz, Zakrzewski, Zaleski, Zastępowski, Zawadzki, Zbychalski, Zbytkont, Zdanowicz, Zelantkowski, Zielątkowski, Złotun, Zytyński, Żagołłowicz, Żakowicz, Żągołłowicz, Żerański, Żeroński, Żędzicki, Żołędź, Żołłędź, Żukowski, Żuprański, Żytyński, Żywiłło. Tadeusz Gajl, Herbarz Polski |

### Pozostałe nazwiska
Polski heraldyk, Hipolit Stupnicki (1806–1878), wspomina w swoim herbarzu o nazwisku Wychowski.  

## Występowanie w heraldyce terytorialnej
Herb Awdaniec był przez lata podstawowym elementem godła miasta Andrychowa (1767). Używała go bowiem rodzina Ankwiczów, posiadająca swoje dobra (XVIII i XIX w.) m.in. w Andrychowie (prywatne miasto), Inwałdzie, Tomicach. Miasta pieczętujące się herbem Skarbków-Abdank; Bircza do 1947, na Kresach wschodnich: Rożniatów, Obertyn. Do dziś jest herbem miasta Krośniewice (woj. łódzkie).

## Odmiany
| Odmiany herbu Abdank | Odmiany arystokratyczne herbu Abdank |  |  |

## Galeria

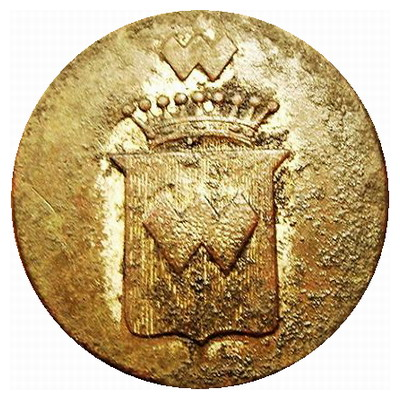
Abdank na guziku, odmiana hrabiowska rodziny Skarbków
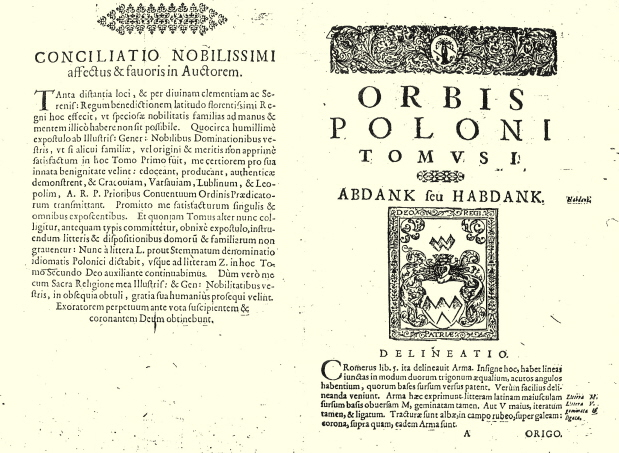
Herb Abdank w Orbis Poloni, autorstwa Szymona Okolskiego (1642)
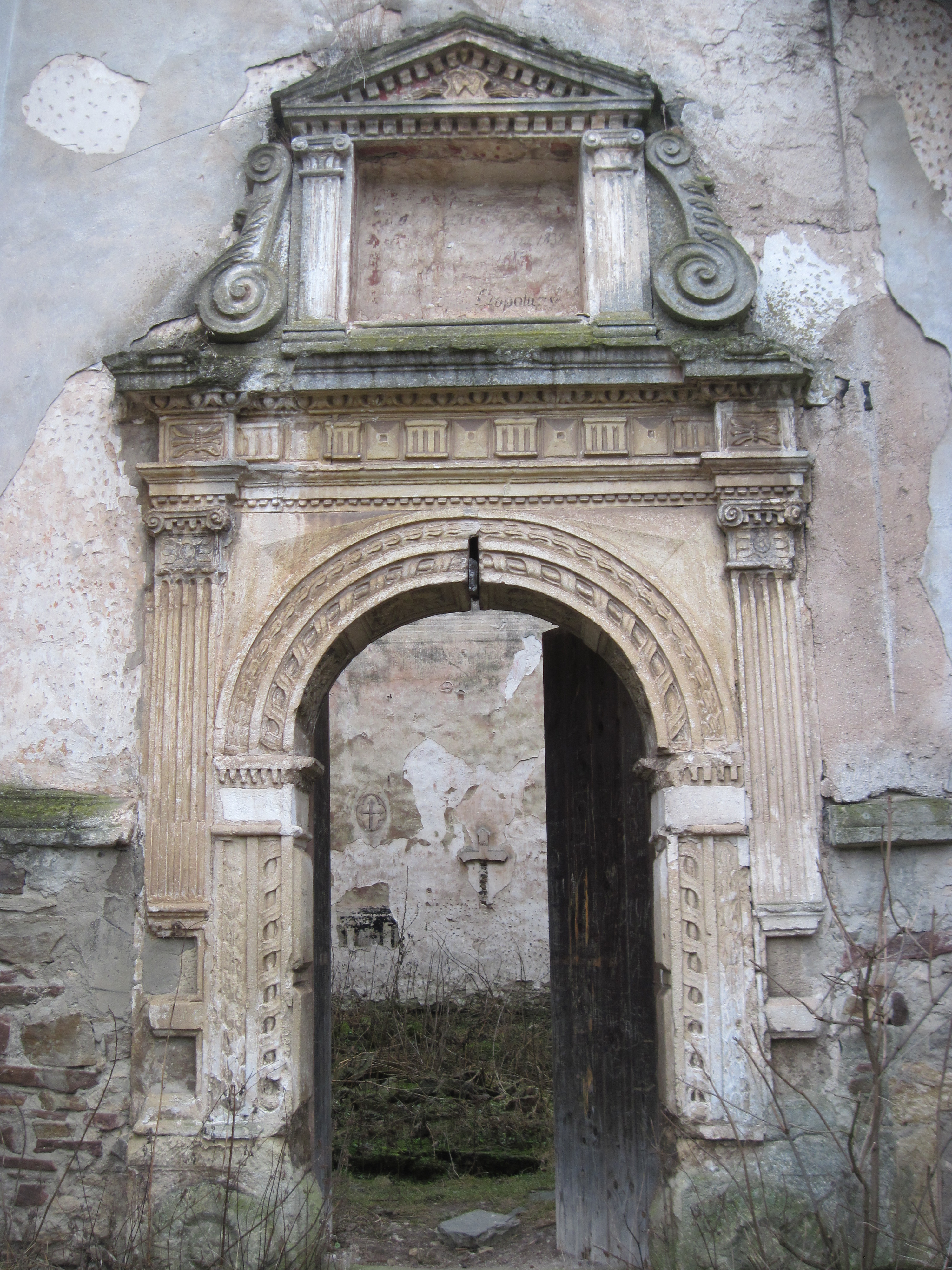
Herb Abdank jako zdobienie kościoła w Jazłowcu
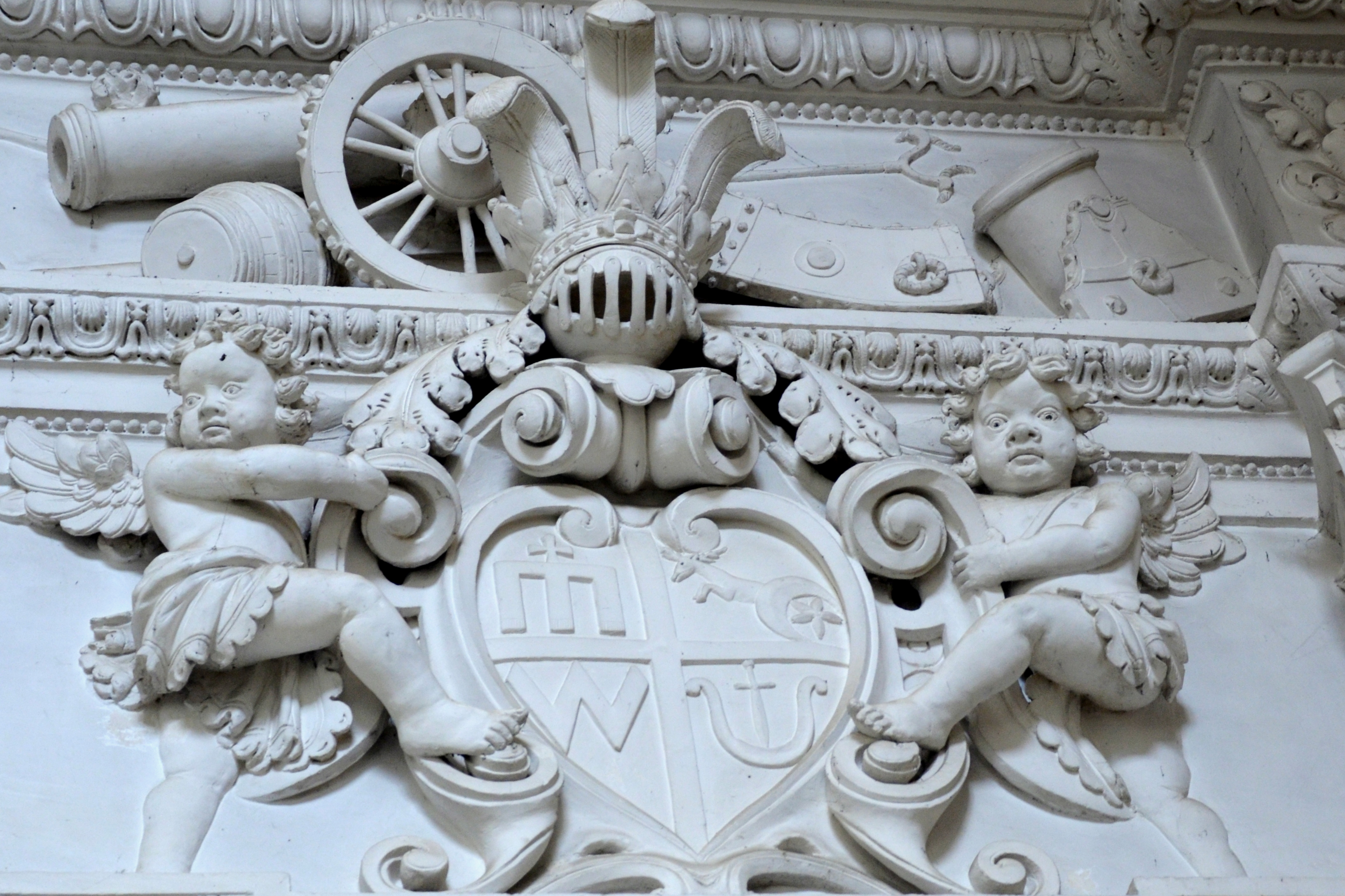
Herb rodziny Oświęcimów herbu Radwan, w trzecim polu znajduje się godło herbu Abdank
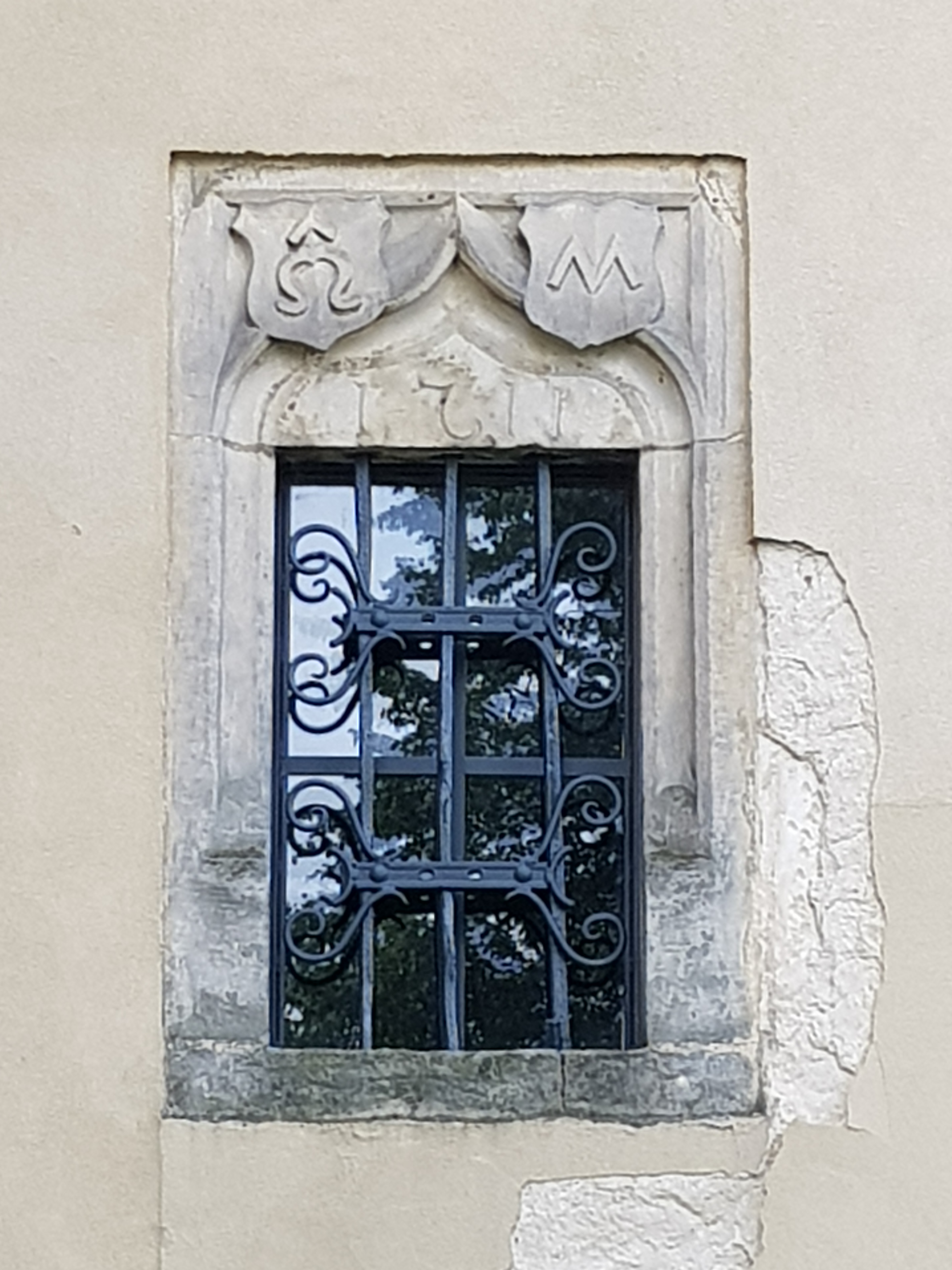
Obramowanie okienne w kościele w Chlewiskach, na którym po prawej stronie wisi pierwotny herb Abdank

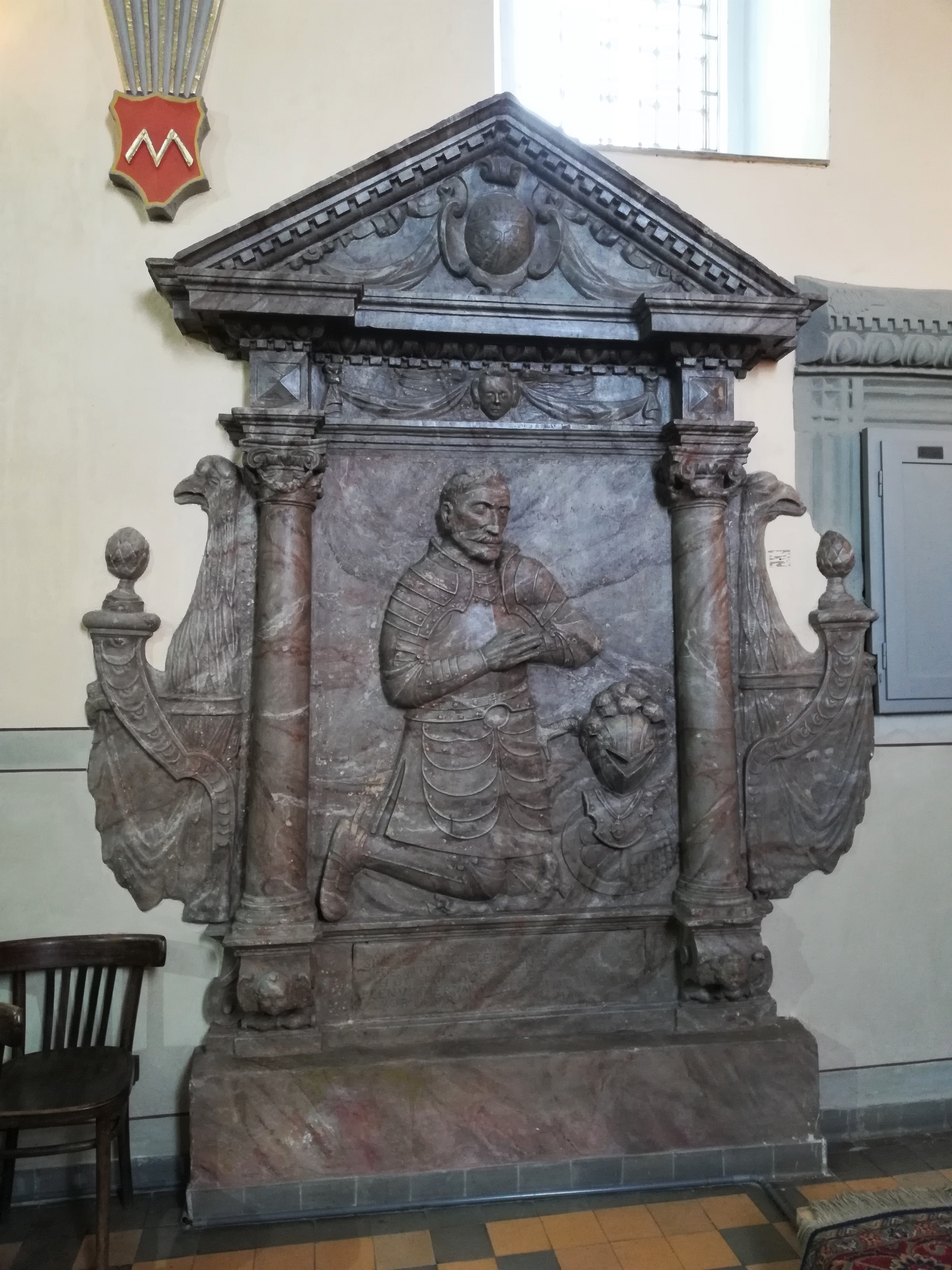
Epitafium Wawrzyńca Chlewickiego, za nim herb Abdank
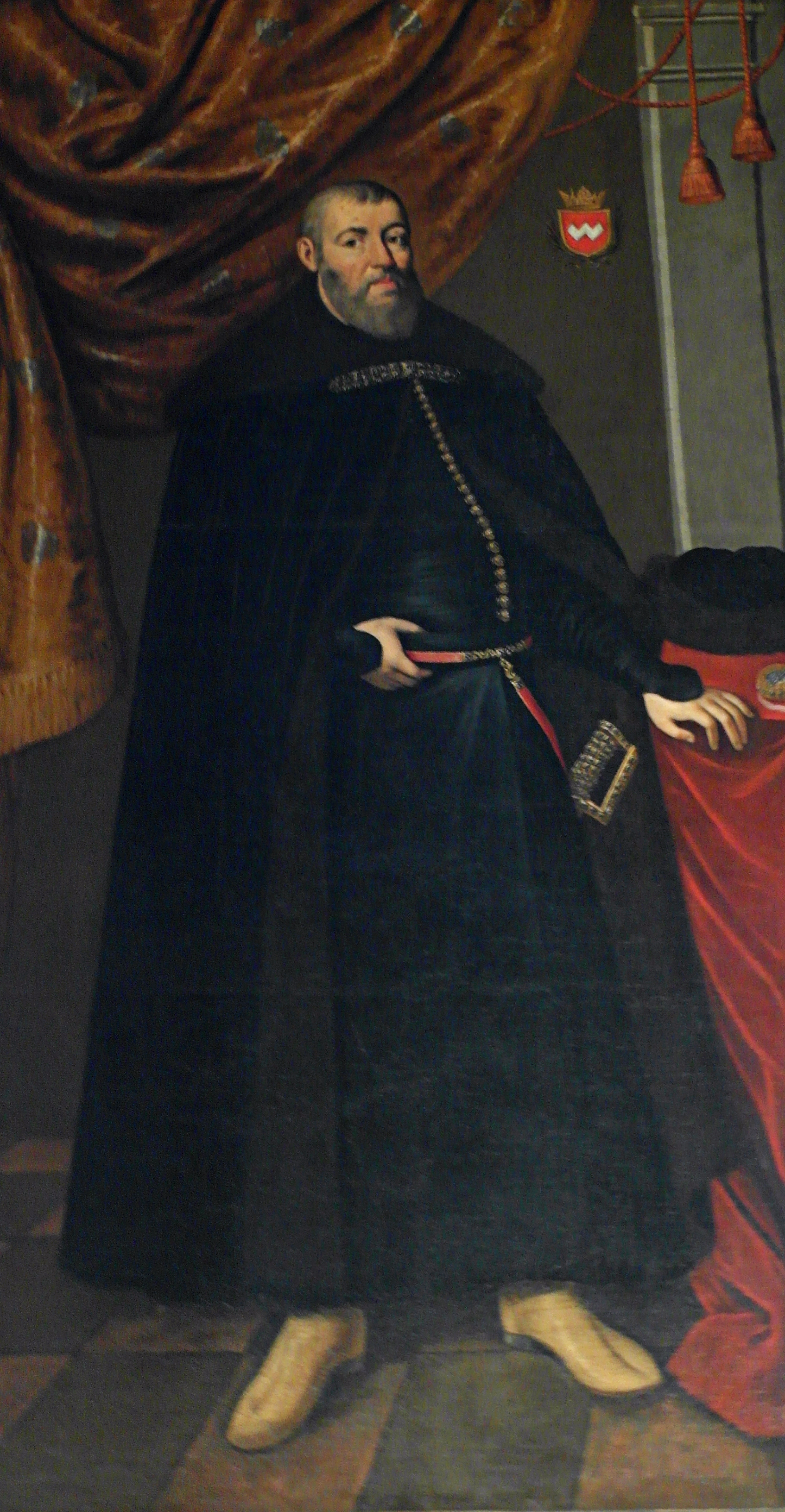
Abdank na obrazie przedstawiającym Stanisława Warszyckiego
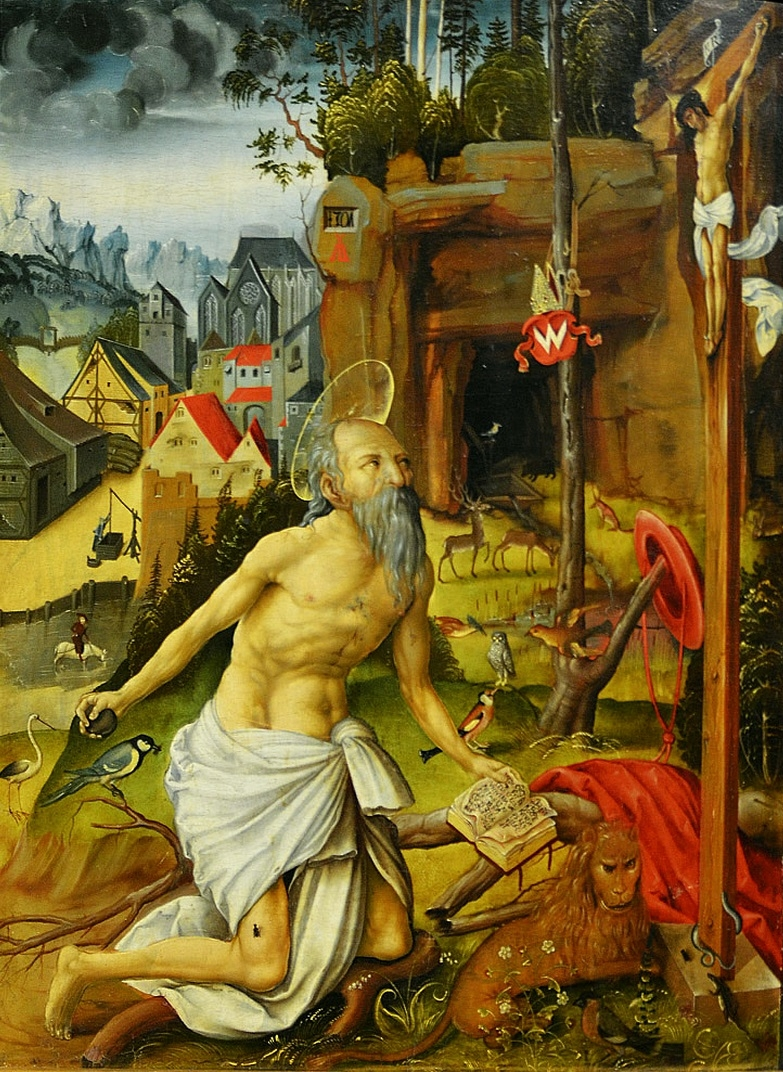
Michael Lancz von Kitzingen – Saint Jerome (1507). W tle biskupia wersja herbu Abdank
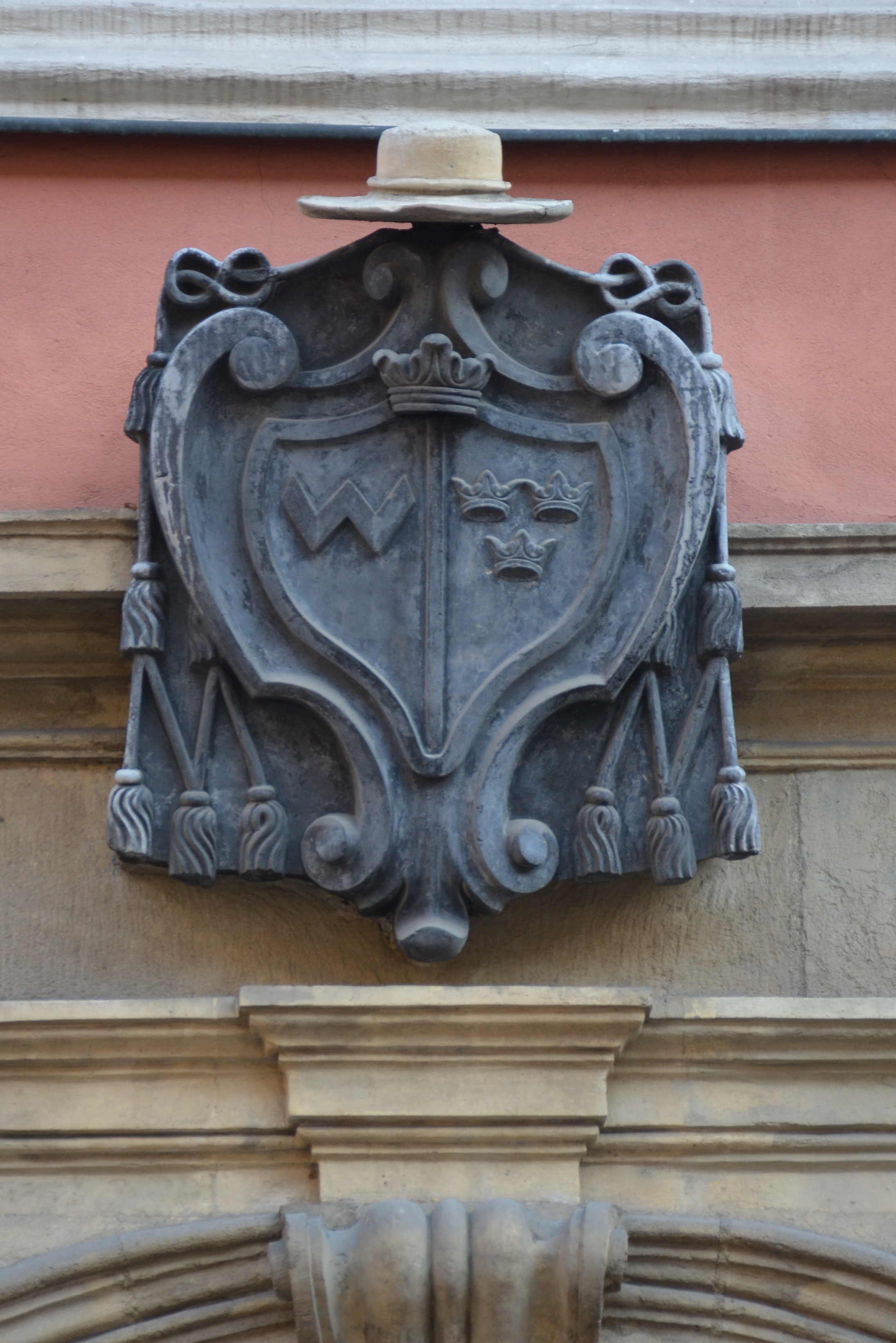
Abdank i Aaron nad ulicą Kanoniczą w Krakowie